# Baratos Afins
Baratos Afins é uma gravadora, produtora e loja musical situada na Galeria do Rock, em São Paulo, sendo uma das poucas sobreviventes no local.

## Biografia
De propriedade do lendário produtor Luiz Calanca, a Baratos Afins começou a funcionar em 24 de maio de 1978 como um sebo de discos, que logo se tornou loja e ponto de encontro e referência para a comunidade independente da música brasileira. 

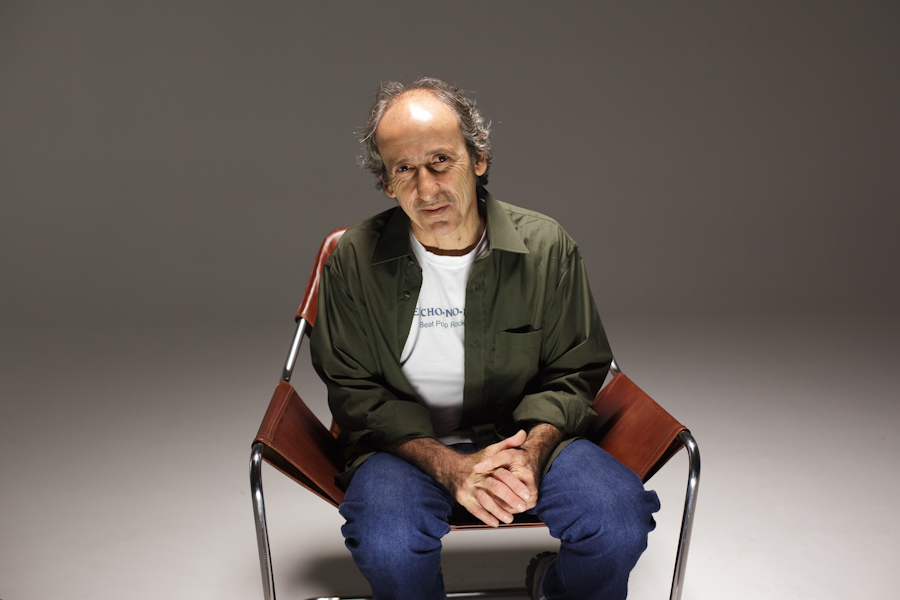
Luiz Calanca - 17 de abril de 2010

Instalada no segundo andar do edifício Grandes Galerias (Av. São João, nº439), no centro antigo de São Paulo, que posteriormente ficou popular como "Galeria do Rock", a Baratos Afins virou uma gravadora em 1982 com o lançamento do álbum Singin' Alone, de Arnaldo Baptista (ex-integrante dos Mutantes), e logo se tornou uma das gravadoras mais importantes da cena indie brasileira. A parceria histórica com Arnaldo ainda rendeu o registro do álbum Disco Voador, de 1987.
Deu voz ao underground, apresentando a cena musical da época através da compilação Não São Paulo, que mostrou quatro novos nomes da safra alternativa da metade dos anos 80: Akira S & As Garotas Que Erraram, Muzak, Chance e Ness. A coletânea foi tão bem recebida, que gerou um segundo volume.
Com headbangers cantando no próprio idioma do País, lançou as compilações SP Metal I e II, que registraram bandas pesadas como Korzus, Salário Mínimo, Centúrias, Santuário e Vírus.
Embora continue em atividade, ela teve um papel preponderante nos anos 80, quando lançou no mercado alguma das principais bandas de rockabilly, heavy metal, punk rock, pós-punk independente do período, tais como Coke Luxe, Fellini, As Mercenárias, Ratos de Porão, Platina, Golpe de Estado, Harppia, etc.
Também lançou obras de importantes artistas brasileiros como o já citado Arnaldo Baptista, Rita Lee, Itamar Assumpção, Tom Zé, Jorge Mautner, Marcelo Nova, Walter Franco, Vange Milliet, Bocato, Paulo Lepetit, Alzira Espíndola, Os Skywalkers, Mopho, Laranja Freak, Plato Divorak, Lanny Gordin e Serguei.
Na metade dos anos 80, a gravadora iniciou uma campanha para relançar os discos dos Mutantes, que estavam esquecidos pela indústria fonográfica.
Entre os dias 15 e 21 de novembro de 2013, a Baratos Afins comemorou seus 35 anos de existência com a realização de uma série de shows no SESC Consolação (em São Paulo), que contou com a presença das bandas/artistas Fábrica de Animais e Messias Elétrico, Cosmo Shock e 3 Hombres, Luiz Waack e Lanny Gordin, Radioativas e Mercenárias + Smack, com participação de Edgard Scandurra, Salário Mínimo e Golpe de Estado, com participação de Serguei.
Nos dias 10 e 11 de maio de 2018, em comemoração aos 40 anos da loja, foi realizado um festival no SESC Pompeia (em São Paulo), com apresentações das bandas Patrulha do Espaço, Santuário, Kafka e Fábrica de Animais.